# 野井臨時乘降場
野井临时乘降场（日语：／ Noikarijyoukoujyou */?）是过去位于島根縣邑智郡邑智町（現・美郷町）野井的日本國有鐵道（国鐵）三江北線（现・西日本旅客鐵道（JR西日本）三江線）的临时乘降场。

## 历史
本临时乘降场位于明塚站 - 粕渊站之间。在1972年7月的暴雨中，由于洪水，明塚站 - 濱原站中断，故在位于粕渊站附近受损的桥梁旁边设置了该临时乘降场，提供临时的渡船联络。在代行巴士开始运行后废除。

### 年表
- 1972年（昭和47年）11月 开业。
- 1973年（昭和48年）11月 废除。

※代行巴士在石見簗瀨站 - 粕渊站 - 濱原站之间运行，但不停靠明塚站。

## 车站构造
尽管是临时乘降场，但仍然设置了站台和站名标。站台后有免费来往江之川之间的渡船服务。

## 邻接站
日本國有鐵道
三江北線
明塚站 - 野井仮乗降場 - （粕渊站）
由于线路被洪水沖断，实际上是江津一侧的终点。